# Fajar Indah (Panca Jaya)
Fajar Indah is een bestuurslaag in het regentschap Mesuji van de provincie Lampung, Indonesië. Fajar Indah telt 1777 inwoners (volkstelling 2010).